# Levice (Eslováquia)
Levice (em húngaro: Léva; alemão: Lewenz) é uma cidade da Eslováquia, situada no distrito de Levice, na região de Nitra. Tem 61 km² de área e sua população em 2018 foi estimada em 33.082 habitantes.

## Demografia
| Ano:        | 1994   | 2004   | 2014   | 2024    |
| ----------- | ------ | ------ | ------ | ------- |
| Broj ljudi: | 36 176 | 36 310 | 33 977 | 30 556  |
| Razlika:    |        | +0,37% | -6,42% | -10,06% |

| Ano:               | 2023   | 2024   |
| ------------------ | ------ | ------ |
| Número de pessoas: | 30 823 | 30 556 |
| Diferença:         |        | -0,86% |